# 2024년 알레포 대학병원 폭격
2024년 알레포 대학병원 폭격은 2024년 12월 1일 러시아 연방군이 수행한 시리아 알레포에 있는 알레포 대학교의 대학병원을 향한 폭격이다. 이 폭격으로 최소 12명이 사망하고 23명이 부상을 입었다. 또한 이 때 공습으로 기자 2명도 사망했다.

## 같이 보기
- 러시아-시리아 병원 폭격 전역